# Meregyó
Meregyó (Méregjó vagy Meregjó, románul: Mărgău) falu Romániában, Kolozs megyében, az azonos nevű község központja.

## Nevének eredete
A falu valószínűleg patakjáról kapta nevét, amely a magyar méreg (esetleg meleg) és jó ('folyóvíz') szavak összetételéből való. Először 1408-ban Mereghyo, majd 1412-ben Merge, 1449-ben Meregio 1460-ban Kysmeregyo, 1468-ban Meregyew, 1493-ban pedig Nagh Mereg Jo alakban bukkan fel.

## Fekvése
Az Vlegyásza-hegységben, Kolozsvártól 66 kilométerre nyugatra fekszik.

## Népessége

### Általános adatok
Népessége 1850 és 1930 között másfélszererésre nőtt, azóta viszont negyedére csökkent.

### Etnikai és vallási megoszlás
- 1850-ben 1461 lakosából 1450 volt román és 11 cigány nemzetiségű; valamennyien görögkatolikus vallásúak.
- 2002-ben 526 lakosából 523 volt román nemzetiségű; 484 ortodox, 24 baptista és 13 görögkatolikus vallású.

## Története
1461-ben Botos János román jobbágyfalva volt, 1468-ban vajdáját, Dant említik. Georgius, Nicolaus és Johannes Waÿda de Beel 1511-ben udvarházat tartottak fenn benne. Kolozs vármegyéhez tartozott. Az 1750-es években ezüst-, 1779-ben két aranybányát műveltek határában. Lakói a 19. század végén az üveges szakmára specializálódtak. Ablakozásra használt táblaüvegekkel járták nemcsak az akkori Magyarország keleti részét, de Romániát is. A vándor üvegességet a két világháború között is nagyban űzték, és Meregyó ennek köszönhetően módos falunak számított.

## Látnivalók
- Ortodox temploma eredetileg 1506-ban, egy korábbi fatemplom helyén épült. Miután 1798-ban leégett, 1804 és 1835 között alapjaiból újraépítették. Mai tetőszerkezete 1879-ben, egy újabb tűzvész után készült.

## Képek

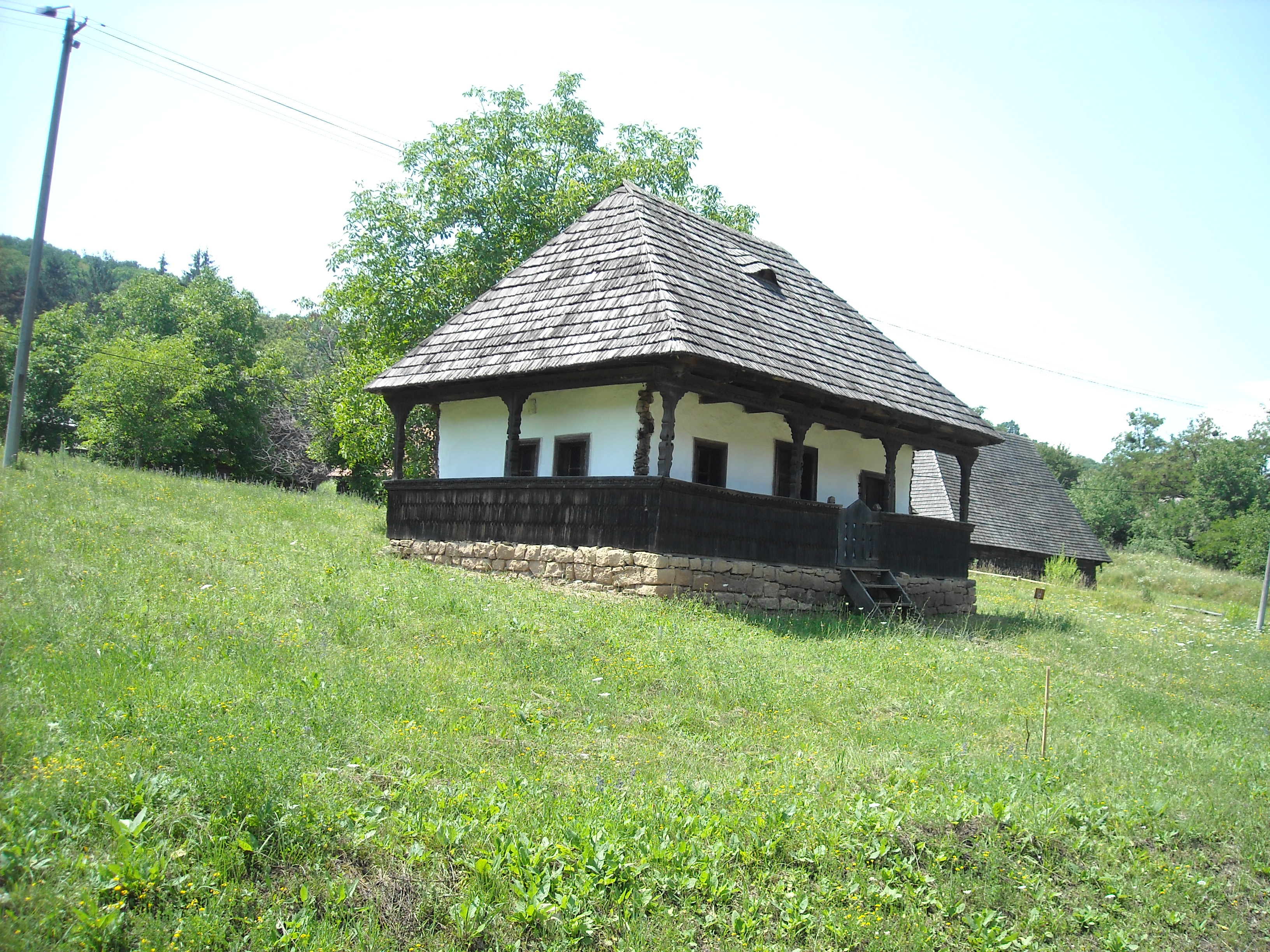
Meregyói üveges háza 1884-ből, a kolozsvári skanzenban
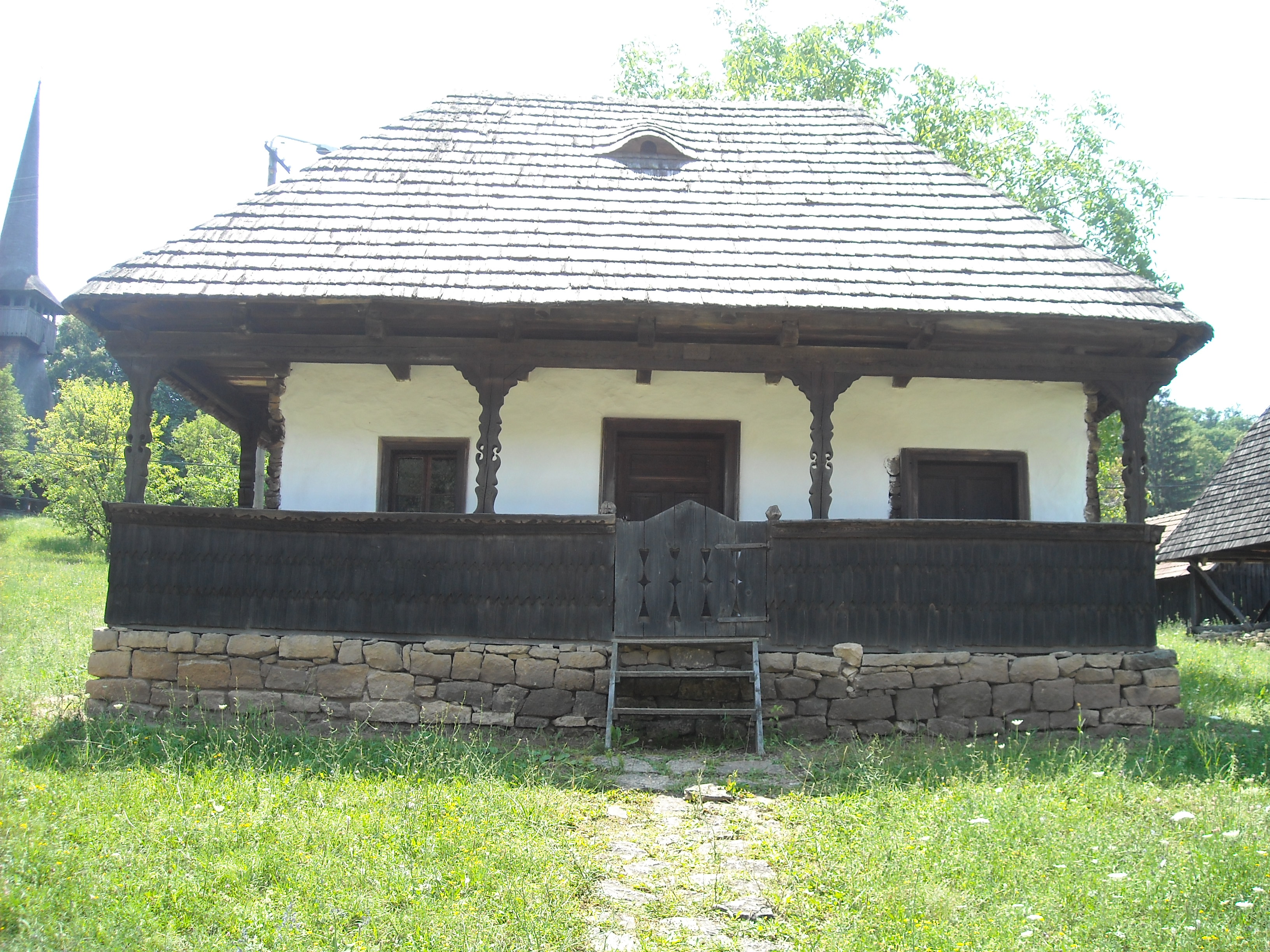
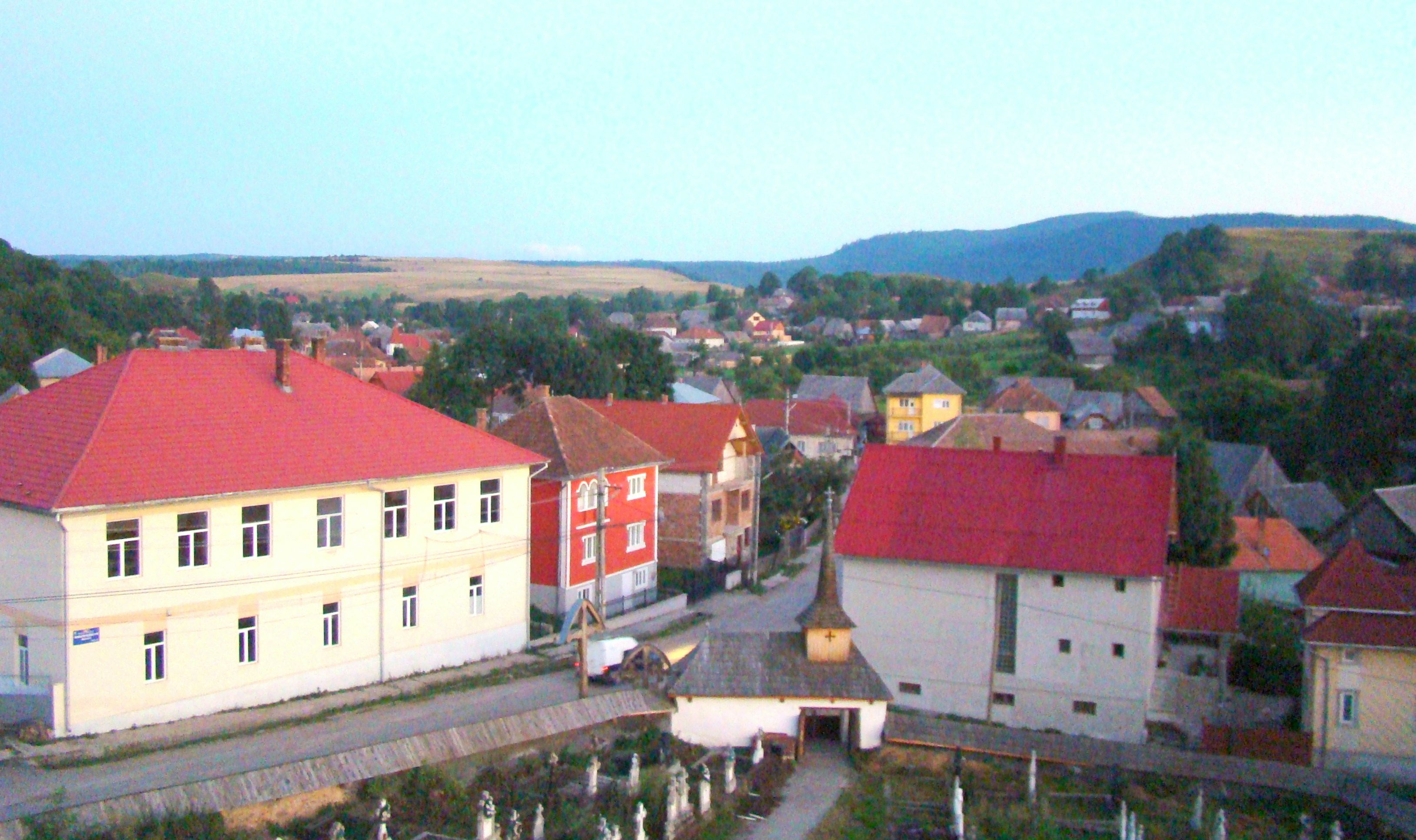